# Hisingen
Hisingen Svédország negyedik legnagyobb szigete 199 km²-es területével, egyben a legnépesebb az ország szigetei közül. Közigazgatásilag Västra Götaland megyében, Göteborg község területén található, a történelmi tartományok közül azonban kettő is osztozik rajta: Västergötland és Bohuslän. Délről és keletről a Göta-folyó, északról a Nordre-folyó, nyugatról pedig a Kattegat határolja. A szigeten fekszik Göteborg északi része a hozzá tartozó kikötőkkel, ipari területekkel és elővárosokkal együtt.
1658-ig egy svéd és egy norvég részre oszlott, amikor a Roskildei béke értelmében Svédországhoz került.
Itt találhatók a Volvo központi irodái és üzemei. A 20. század folyamán a svéd hajógyártás központja volt; itt működött többek között az Arendalsvarvet, az Eriksberg, a Götaverken és a Lindholmen.
A Göta-folyó északi partja az elmúlt húsz évben nagy átalakuláson ment át: lakóövezetek, egyetemi épületek és csúcstechnológiai ipar váltották fel a hajógyárakat.
A sziget északi részén, Säve településen található a Göteborg City repülőtér.

## Fordítás
- Ez a szócikk részben vagy egészben a Hisingen című angol Wikipédia-szócikk ezen változatának fordításán alapul.  Az eredeti cikk szerkesztőit annak laptörténete sorolja fel. Ez a jelzés csupán a megfogalmazás eredetét és a szerzői jogokat jelzi, nem szolgál a cikkben szereplő információk forrásmegjelöléseként.